# Discografia di Tash Sultana
La discografia di Tash Sultana, cantante e polistrumentista di nazionalità australiana, è costituita da due album in studio, due album dal vivo, tre EP e ventuno singoli, pubblicati tra il 2013 e il 2023.

## Album

### Album in studio
| Anno                                                                          | Titolo | Classifiche | Classifiche | Classifiche | Classifiche | Classifiche | Classifiche | Classifiche | Classifiche | Classifiche | Classifiche | Classifiche | Classifiche | Classifiche | Certificazioni |
| Anno                                                                          | Titolo | UK          | AUS         | AUT         | BEL (FL)    | BEL (WA)    | CAN         | GER         | IRL         | NLD         | NZ          | SPA         | SWI         | USA         | Certificazioni |
| ----------------------------------------------------------------------------- | --- | ----------- | ----------- | ----------- | ----------- | ----------- | ----------- | ----------- | ----------- | ----------- | ----------- | ----------- | ----------- | ----------- | -------------- |
| 2018                                                                          | Flow State - Pubblicato: 31 agosto 2018 - Etichetta: Lonely Lands - Formati: CD, LP, download digitale, streaming                          | 67          | 2           | 43          | 41          | 168         | 22          | 18          | 67          | 18          | 12          | 57          | 22          | 51          | - AUS: Oro     |
| 2021                                                                          | Terra Firma - Pubblicato: 19 febbraio 2021 - Etichetta: Lonely Lands, Sony Music Australia - Formati: CD, LP, download digitale, streaming | —           | 1           | 25          | 131         | —           | —           | 7           | —           | 38          | 16          | —           | 3           | —           |                |
| "—" indica una pubblicazione non classificata o non pubblicata in quel Paese. | |             |             |             |             |             |             |             |             |             |             |             |             |             |                |

### Album dal vivo
| Anno | Titolo | Classifiche | Classifiche | Classifiche |
| Anno | Titolo | BEL (FL)    | GER         | SWI         |
| ---- | --- | ----------- | ----------- | ----------- |
| 2022 | MTV Unplugged, Live in Melbourne - Pubblicato: 3 giugno 2022 - Etichetta: Lonely Lands, Sony Music Australia - Formati: CD, download digitale, streaming | 118         | 12          | 41          |

## Extended play
| Anno                                                                          | Titolo | Classifiche | Classifiche | Classifiche | Certificazioni |
| Anno                                                                          | Titolo | AUS         | NLD         | SWI         | Certificazioni |
| ----------------------------------------------------------------------------- | --- | ----------- | ----------- | ----------- | -------------- |
| 2013                                                                          | Yin Yang - Pubblicato: 2013 - Etichetta: autoprodotto - Formati: download digitale                           | —           | —           | —           |                |
| 2016                                                                          | Notion - Pubblicato: 23 settembre 2016 - Etichetta: Lonely Lands - Formati: CD, download digitale, streaming | 8           | 114         | 64          | - AUS: Oro     |
| 2023                                                                          | Sugar EP. - Pubblicato: 18 agosto 2023 - Etichetta: Lonely Lands - Formati: EP, download digitale, streaming | —           | —           | —           |                |
| "—" indica una pubblicazione non classificata o non pubblicata in quel Paese. | |             |             |             |                |

## Singoli

### Come artista principale
| Anno                                                                          | Titolo                                      | Classifiche | Certificazioni     | Album di provenienza             |
| Anno                                                                          | Titolo                                      | AUS         | Certificazioni     | Album di provenienza             |
| ----------------------------------------------------------------------------- | ------------------------------------------- | ----------- | ------------------ | -------------------------------- |
| 2015                                                                          | Higher                                      | —           |                    | /                                |
| 2015                                                                          | Brainflower                                 | —           |                    | /                                |
| 2016                                                                          | Gemini                                      | —           |                    | Notion                           |
| 2016                                                                          | Notion                                      | —           | - AUS: Platino (2) | Notion                           |
| 2016                                                                          | Jungle                                      | 39          | - AUS: Platino (3) | Notion                           |
| 2017                                                                          | Murder to the Mind                          | 59          | - AUS: Oro         | Flow State                       |
| 2017                                                                          | Mystik                                      | 77          | - AUS: Platino     | Flow State                       |
| 2018                                                                          | Salvation                                   | 200         |                    | Flow State                       |
| 2018                                                                          | Harvest Love                                | —           |                    | Flow State                       |
| 2018                                                                          | Free Mind                                   | —           |                    | Flow State                       |
| 2019                                                                          | Can't Buy Happiness                         | —           |                    | /                                |
| 2020                                                                          | Pretty Lady                                 | —           | - AUS: Oro         | Terra Firma                      |
| 2020                                                                          | Greed                                       | —           |                    | Terra Firma                      |
| 2020                                                                          | Through the Valley (The Last of Us Part II) | —           |                    | /                                |
| 2020                                                                          | Beyond the Pine                             | —           |                    | Terra Firma                      |
| 2020                                                                          | Willow Tree (feat. Jerome Farah)            | —           |                    | Terra Firma                      |
| 2021                                                                          | Sweet & Dandy                               | —           |                    | Terra Firma                      |
| 2022                                                                          | Coma                                        | —           |                    | MTV Unplugged, Live in Melbourne |
| 2023                                                                          | James Dean                                  | —           |                    | Sugar EP.                        |
| 2023                                                                          | New York                                    | —           |                    | Sugar EP.                        |
| 2023                                                                          | Bitter Lovers (feat. BJ the Chicago Kid)    | —           |                    | Sugar EP.                        |
| "—" indica una pubblicazione non classificata o non pubblicata in quel Paese. |                                             |             |                    |                                  |

### Come artista ospite
| Anno | Titolo                                               | Certificazioni | Album di provenienza |
| ---- | ---------------------------------------------------- | -------------- | -------------------- |
| 2019 | Talk It Out (Matt Corby feat. Tash Sultana)          | - AUS: Oro     | /                    |
| 2019 | Daydreaming (Milky Chance feat. Tash Sultana)        |                | Mind the Moon        |
| 2023 | High & Unsteady (Pierce Brothers feat. Tash Sultana) |                | /                    |

## Altri brani entrati in classifica e/o certificati
| Anno | Titolo     | Certificazioni | Album di provenienza |
| ---- | ---------- | -------------- | -------------------- |
| 2018 | Cigarettes | - AUS: Oro     | Flow State           |

## Video musicali
| Anno | Titolo              | Regista                     |
| ---- | ------------------- | --------------------------- |
| 2017 | Murder to the Mind  | Samuel Dillinger            |
| 2018 | Salvation           | Glenn Mossop e Tash Sultana |
| 2018 | Free Mind           | Dara Munnis e Tash Sultana  |
| 2019 | Cigarettes          | Dara Munnis e Tash Sultana  |
| 2019 | Can't Buy Happiness | Dara Munnis                 |
| 2020 | Pretty Lady         | Dara Munnis e Patrick Rohl  |
| 2020 | Beyond the Pine     | Patrick Rohl                |
| 2023 | James Dean          | These Wild Eyes             |
| 2023 | New York            | These Wild Eyes             |